# Refuge faunique national Rachel Carson
Le refuge faunique national Rachel Carson (anglais : Rachel Carson National Wildlife Refuge) est un National Wildlife Refuge américain situé dans le Maine. Cette aire protégée de 22 km2 couvre plusieurs parcelles sur 80 km de côte du sud de l'État. Il a été nommé en l'honneur de Rachel Carson, auteure du livre Printemps silencieux.